# جيريمي بن
جيريمي بن (بالإنجليزية: Jeremy Penn)‏ هو رسام أمريكي، ولد في 1979.